# 量角器

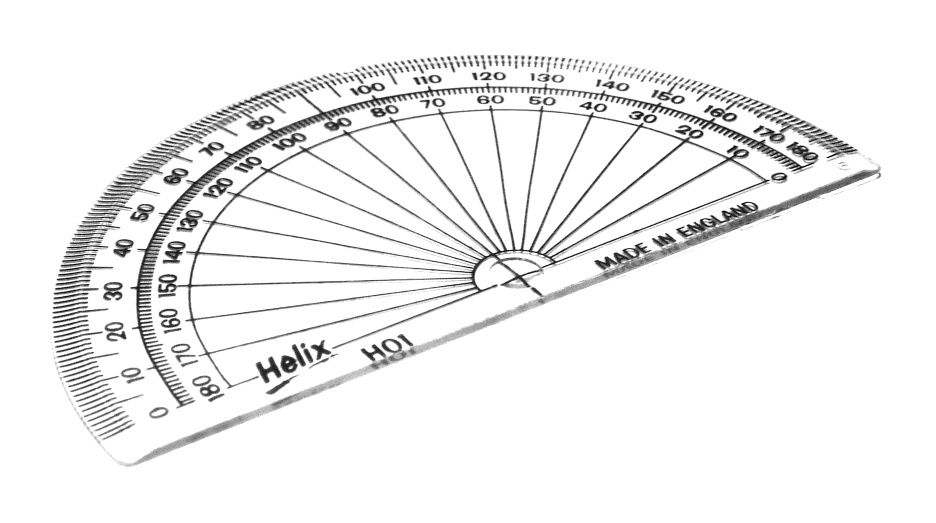
半圓量角器

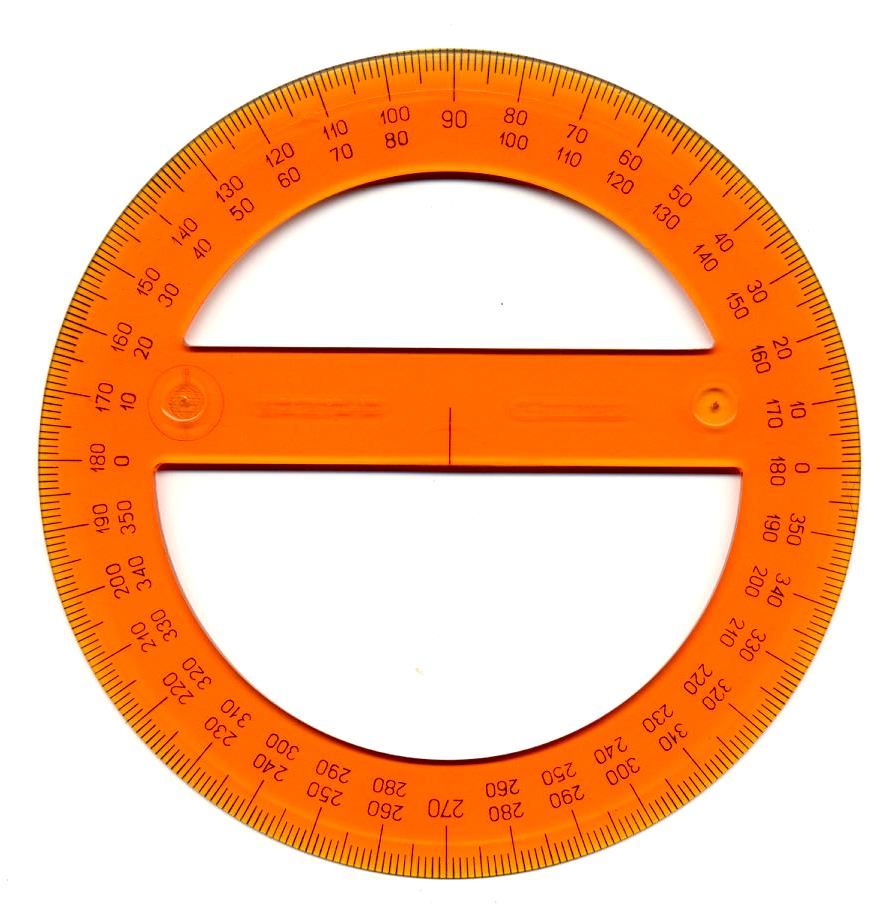
全圓量角器

量角器是一種用來測量角的工具圓形或半圓形工具，以角度作為量度單位。一些量角器為半圓形，在古時已存在。更先進的量角器很多時有一或兩隻可轉動的桿用來量度角度的。若要做出更為精確的測量，可以使用電腦程式或更精密的儀器進行量度。
現代的量角器則多以透明塑膠製成，亦多與直尺、圓規、三角尺等成套出售。

## 量角方法
把量角器放在角的上面，量角器的中心要和角的頂點重合，零刻度線和角的一條邊重合，角的另一條邊所對在量角器上面的刻度，就是這個角的度數。這裡要注意的是，如果你把量角器右邊的零刻度線和角的一條邊重合，看角的另一條邊所對量角器的身上刻度時，看內圈的刻度；如果你把量角器左邊的零刻度線和角的一條邊重合，角的另一條邊所對量角器身上的刻度，要看外圈的刻度。

## 畫角方法
先畫一條射線，量角器的中心和射線的端點重合，零刻度線和射線重合。你要畫的是多少度的角，就在量角器上面多少度的刻度的地方點一點，再以畫的射線的端點為端點，通過你剛畫的點，再畫一射線。你同樣要注意，在點一個點時，看清是量角器右邊的零刻度線還是量角器左邊的零刻度線和射線重合，以確定是看量角器身上內圈還是外圈的刻度。